# Глассборо (Нью-Джерсі)
Глассборо (англ. Glassboro) — місто (англ. borough) в США, в окрузі Глостер штату Нью-Джерсі. Населення — 23 149 осіб (2020).

## Географія
Глассборо розташоване за координатами 39°42′0″ пн. ш. 75°6′41″ зх. д. / 39.70000° пн. ш. 75.11139° зх. д. (39.700096, -75.111423).  За даними Бюро перепису населення США в 2010 році місто мало площу 23,88 км², з яких 23,79 км² — суходіл та 0,09 км² — водойми.

## Демографія
Згідно з переписом 2010 року, у селищі мешкало 18 579 осіб у 6158 домогосподарствах у складі 3974 родин. Було 6590 помешкань
Расовий склад населення:
| - 72,2 % — білих - 18,7 % — чорних або афроамериканців - 2,9 % — азіатів - 0,1 % — вихідців з тихоокеанських островів - 0,1 % — корінних американців - 3,1 % — осіб інших рас |

До двох чи більше рас належало 2,9 %. Частка іспаномовних становила 7,4 % від усіх жителів.
За віковим діапазоном населення розподілялося таким чином: 19,4 % — особи молодші 18 років, 69,9 % — особи у віці 18—64 років, 10,7 % — особи у віці 65 років та старші. Медіана віку мешканця становила 28,4 року. На 100 осіб жіночої статі у селищі припадало 97,1 чоловіків;  на 100 жінок у віці від 18 років та старших — 95,0 чоловіків також старших 18 років.
Середній дохід на одне домашнє господарство  становив 80 017 доларів США (медіана — 64 246), а середній дохід на одну сім'ю — 98 921 долар (медіана — 87 553). Медіана доходів становила 60 582 долари для чоловіків та 53 423 долари для жінок. За межею бідності перебувало 19,5 % осіб, у тому числі 18,9 % дітей у віці до 18 років та 4,7 % осіб у віці 65 років та старших.
Цивільне працевлаштоване населення становило 8893 особи. Основні галузі зайнятості: освіта, охорона здоров'я та соціальна допомога — 32,1 %, роздрібна торгівля — 14,7 %, мистецтво, розваги та відпочинок — 10,3 %, науковці, спеціалісти, менеджери — 9,2 %.